# Pelargoderus sijthoffi
Pelargoderus sijthoffi là một loài bọ cánh cứng trong họ Cerambycidae.